# 가부키

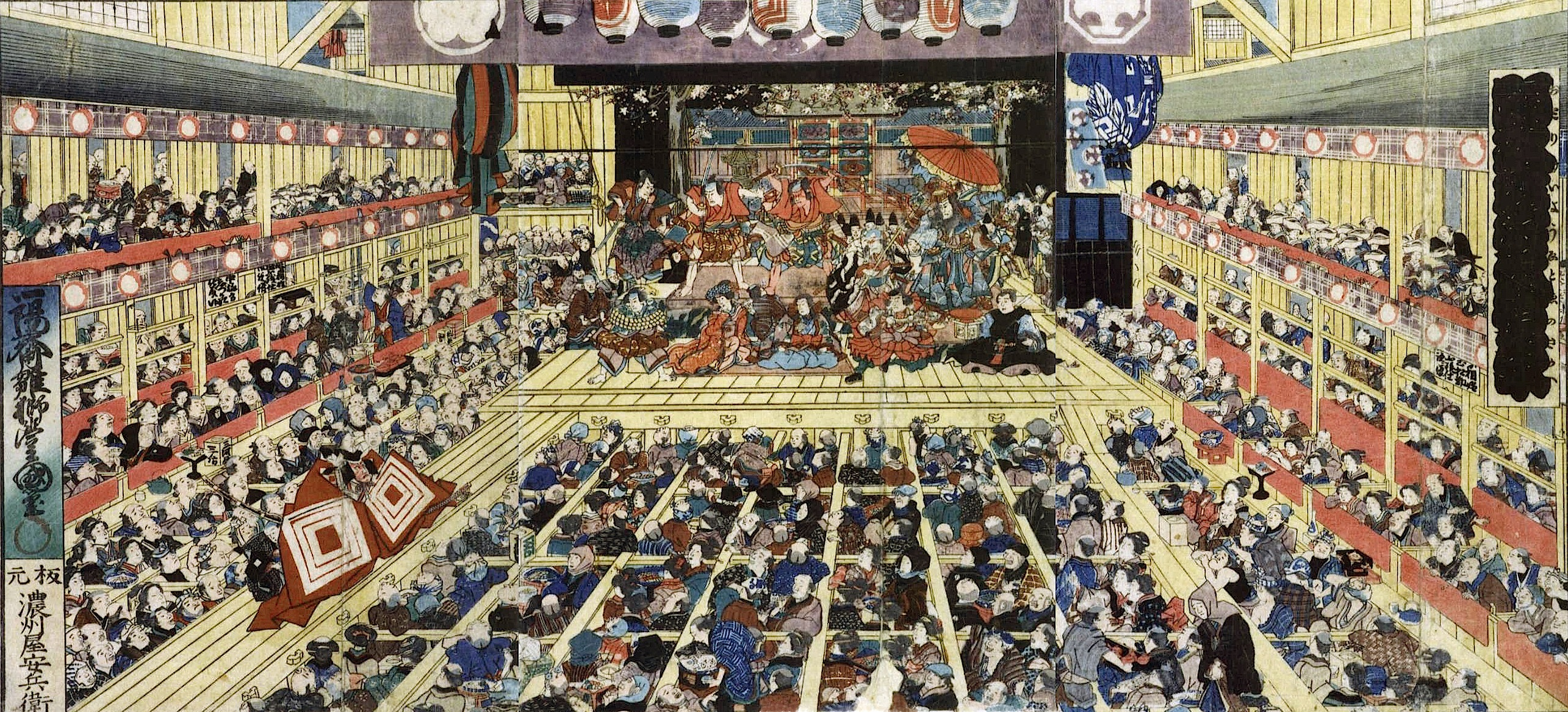
1858년 7월 에도 이치무라자에서 상연된 《시바라쿠》

가부키(일본어: 歌舞伎)는 일본의 전통 공연 예술이다. 모든 출연자는 남성이며, 노(能)와 달리 여성역을 맡은 배우는 여성적 발성을 한다. 전용 극장인 가부키자(歌舞伎座)에서 공연된다. 일본의 주요무형문화재이며, 유네스코 지정 세계무형유산으로 등록되어 있다.

## 용어
가부키란 말은 '머리를 기울이며 맘대로 춤을 추기'란 의미를 가진 '가부쿠'(カブク, 傾く)란 단어에서 유래되었다. 이상한 동작이나 복장을 '가부키'라고 하고, 그런 동작및 복장을 하는 인물을 '가부키모노'라고 불렀다. 歌舞伎란 단어로 정립된 것은 에도시대에 이르러 이루어지었다.

## 역사
분라쿠, 즉 닌교조루리와 견주어지는 에도 시대의 민중극인 가부키는 17세기 초엽에 생긴 것이므로 현재까지 약 370년의 역사를 갖는 셈이다. 그 모태는 중세 말기부터 서민 사이에 퍼지기 시작한 후류(風流)라고 하는 민속예능 내지 풍속 무용이었는데, 그 성립·발전의 과정은 결코 단순한 것은 아니었다. 그 시대의 서민의 마음과 감각을 반영시키면서, 한순간도 정지하는 일 없이 모든 것을 흡수, 소화하여 생성, 변모함으로써, 오늘날 볼 수 있는 복잡한 것으로 이루어진 것이다. 여기에서는 그 성장의 모습을 창생기(倉生期：1603-1651), 확립기(確立期：1653-1724), 발전기(發展期:1724-1803), 난숙기(爛熟期：1804-71), 계승기(繼承期：1872-현재)의 5개 시기로 나누어 살펴본다.

### 창생기

오쿠니 가부키도 병풍(阿國歌舞伎圖屏風)
오쿠니는 오른쪽에서 네 번째 병풍에서 칼을 어깨에 걸치고 있는 여인

가부키의 조상으로 알려진 이즈모 오쿠니가 교토의 기타노 신사(北野神社) 등에서 처음으로 염불춤을 추어 시민들의 큰 환영을 받고 가부키 춤이라고 불리게 된 것은 1603년이었다. 그때까지만 해도 공인된 무대 예능이라면 궁중이나 대신사불각의 무악(舞樂)이나 신악(神樂) 및 노와 교겐뿐이었다. 그러한 터에 여성의 예능 집단이 몰려들고, 더욱이 가면도 쓰지 않고 다채로운 의상을 휘날리며, 풍만한 지체를 보이면서 노래하며 춤을 추니, 사람들이 그 처음 보는 광경에 흥분하고 기뻐 날뛰었으리라는 것은 능히 짐작이 가는 일이다. '가부키'라는 호칭도 여기서 나오게 되었다.
물론 그 이전부터, 여성 사루가쿠(猿樂)이라든가 여성 구세마이(曲舞), 시라효시 춤(白拍子舞) 등은 떠돌이 연기인들이 연기함으로써 서민들 사이에서 인기를 얻고 있었으며, 그 계류의 여성 연기자들을 포함하는 후류 춤(風流踊)이 갑자기 성행하고 있었다. 오쿠니를 위시한 여성 극단도 그 일파였다. 그러나 그 여자 연기인이 단순한 나그네 연기인으로서가 아니라, 비록 빈약한 임시 건물이었기는 하나 교토의 한복판에 당당하게 건물을 세우고 노와 교겐 등을 들고 나와서 여성의 육체적 매력을 생생하게 보여 주는 채리티 쇼(charity show)를 한다는 것은 세키가하라 전투가 1603년에 끝나고, 겨우 전국의 난세와 중세의 주박에서 해방되게 되자 비로서 가능한 것이었다.
교겐 계통의 원약(猿若)이라는 촌극을 곁들인 오쿠니 등의 여인 가부키는 전국을 뒤흔들었으나, 유녀(遊女)를 겸하고 있는 본래의 성격 때문에 미풍 양속을 크게 어지럽게 하였고, 막부는 마침내 1629년 여자 예능인의 등장을 금지시켰다. 그리하여, 메이지 24년 신파(新派)에서 여배우가 등용될 때까지인 262년 간은 일본의 공인 극장에서는 여배우를 볼 수 없었다. 그 대신 인기를 독차지한 것은 아름다운 소년의 노래와 춤으로 이뤄지는 이른바 와카슈 가부키(若衆歌舞伎)였다. 그러나 이것도 남색(男色：衆道라고도 하며 동성애)의 유행을 가져오고 그 폐단이 심하였기 때문에 막부는 1652년 또다시 전면적인 금지령을 내리게 되었다. 오쿠니 가부키와 와카슈 가부키는 이렇게 탄압을 당하고는 나타나지 못하였으나 민중의 요구는 그치기 어려웠으며, 드디어 가부키는 형태를 바꾸어서 재흥, 바로 새로이 '극(劇)'으로서의 출발점에 섰으니, 그것이 성인 남성만 출연하는 '야로 가부키(野郞歌舞伎)'였다.

### 확립기
가부키의 재흥을 위하여 막부가 제시한 허가 조건은 두 가지가 있다. 그 하나는 배우의 앞머리칼을 자름으로써 와카슈 모습이 아니게 나타낼 것, 또 다른 하나는 노래와 춤을 적게 함으로써 흉내내기 교겐을 주로 할 것 등이었는데, 어느 것이나 다 선정성에 대한 규제였었음은 두말할 나위도 없는 것이다. 이미 찰나적인 성적 매력에만 의지할 수는 없게 되었으므로 필연적으로 가부키는 드라마로서의 내용의 충실, 그 무대표현의 정치(精緻)와 변화성과 규모의 확대, 연기의 사실성에로 향해야만 했다. 그러나 이것은 연극으로서는 플러스가 되었다.
그 후 1664년에는 에도와 오사카에서 동시에 계속하여 교겐(다막물)이 초연(初演)되었다. 1670년대에는 드디어 에도와 교토, 오사카 등지에서 가부키 연기의 기초가 확고하게 다져졌다. 대도구(大道具)가 발달하고, 노의 무대(能舞臺) 그대로의 형태였던 무대도 계속 확장되더니, 이윽고 하나미치(花道)를 파생시켰고, 반야외(半野外)였던 것이 실내 극장이 되었다. 그리고 내용·양식 모든 면에서 중세를 탈피하여 에도 시대의 독자적인 서민 연극으로서 확립되어 갔다.

### 발전기
1724년엔 닌교조루리 극작가인 지카마쓰 몬자에몬이 사망했고 1803년은 겨우 문화문정(文化文政)의 난숙시대에 들어가려는 전회점(轉回點)이었다. 이 시기는 에도의 아라고토게이(荒事藝)의 예술적인 대성공이 한편에 있는데, 주로 인형세계에서 연발되는 명작 조루리가 공히 가부키에 전면적으로 채용되게 되어서 이른바 '기다유교겐'이라는 하나의 큰 블록이 형성되어 가는 시기이다. 그것은 동시에 또한 기다유부시와 샤미센 음악 요소가 가부키의 연기·연출에 크게 참여하게 됨으로써 오늘날과 같은 음악극적인 양식을 특색으로 하기에 이른 과정이기도 했다. 샤미센 음악의 발달에 따라 무용극의 발달이 촉진된 사실도 간과할 수는 없다.
그러나 이 시기의 초기 30-40년간은 닌교조루리가 훨씬 우세하였다. 이는 위대한 지카마쓰 몬자에몬의 극문학상의 업적이 그 원인(遠因)인데, 지카마쓰 사망 후 10년이 경과했을 때, 인형 조종사 요시다 분사부로(吉田文三郞)가 오늘과 같은 3인 조종 방법을 완성한 사실이, 인형극 발전의 견인차가 되었다. 정교한 인형은 인간에게 육박할 정도의 생생한 표현력을 획득하고, 더욱이 인간의 현실성을 초월한 요미환상미(妖美幻想美)의 세계를 현출한다. 기다유(義太夫)가 연 다케모토자(竹本座)와 거기서 갈라져 나간 도요타케자(豊竹座)는 서로 경쟁적으로 조루리의 명작을 내었다.

### 난숙기
1804년은 막부의 에도 문화도 최후의 난숙기를 거쳐, 막부의 말기로 접어드는 기점이며, 4세 쓰루야 난보쿠(鶴屋南北)가 해학미가 가득 담긴 《덴지쿠 도쿠베에(天竺德兵衛)》를 발표하여 세상을 놀라게 한 해이다. 1871년은 막부 말기의 가부키의 타성이 종국(終局)에 이르는 해이다. 이 시기에는, 에도에서 가난한 서민을 리얼하게 그려내는 세정교겐(世情狂言)이 속속 생겨나오고, 요괴무용(妖怪舞踊)도 받아들여져 복잡한 무대 기구, 트릭, 연출, 게자음악(下座音樂) 등이 매우 정교하게 완성되는 시대이다. 《덴지쿠 도쿠베에》로 명성을 얻은 쓰루야 난보쿠는 기발한 발상과 예리한 인간 통찰로 상가의 하층 사회를 자유로이 그려냈으며, 1825년에는 집대성적(集大成的)인 명작 《시타니카이단(四谷怪談)》을 썼다.

### 계승기
교토에서 서양의 입지전(立志傳) 작품의 극화가 상연된 것은 메이지 5년(1872)인데 그 후 극장은 양풍을 받아들여 확대되고, 문명개화나 서구화 풍속을 그려낸 작품이라든가 사실 존중주의 가부키교겐의 1종인 활력극(活歷劇) 등이 생겨났으며, 이윽고 정부가 중심이 되고 9세(九世) 이치카와 단쥬로(市川團十郞)가 이에 호응한 연극 개량운동도 일어났다.
그러나 메이지 21년, 신파가 발생하고, 40년경에 신극운동이 일어나는 정황 속에서 가부키는 결국 신시대적 연극을 향한 자기혁명을 이룩함 없이 전통연극과 고전예능으로서 계승된다는 기본선(基本線)을 정하였다.

## 가부키 배우의 특수성과 전통
가부키는 이즈모 오쿠니 이래, 여자는 남장을 하고 남자는 여장을 함으로써 반자연적(反自然的) 세계를 만들어내어 온 것이었다. 내부에 잠복한 매음생활 같은 것을 포함시켜서 1종의 불가사의한 미(美)에 떠받쳐진 것이 가부키의 미이며, 그것을 나타낸 것이 기예(技藝)이다. 부모·자식의 관계도 극 위에서는 스승·제자가 되었다.

## 연출
가부키는 무엇보다도 형태를 중요시한다. 그러니까 진행 중인 무대의 어느 한 순간을 잘라서 들여다보아도, 배우의 개개의 모습으로부터 다른 배우와의 균형·위치, 또 의복·가발·소도구·무대장치 등과 어울려서 항상 한폭의 그림이 되어 있게 마련이다.
가부키의 연출에서 일관되고 있는 것은 그 양식성이다. 더욱이 대사는 리드미컬한 표현 형태를 취한 채, 소위 게자음악(下座音樂)을 수반하고, 무대 효과에 해당하는 비·바람·물소리, 또 눈 내리는 소리마저도 음악화해서 표현한다. 이런 점에서 볼 때, 가부키는 일종의 뮤지컬이라고 할 수 있다. 그러나 단순히 양식적이라고 해도 그 연출 내용은 매우 복잡하다. 그 연극사(演劇史)가 보여주듯이, 민속예능, 노, 노교겐, 닝교조루리의 영향을 받아 그것이 가부키 속에서 발전해 감과 동시에, 가부키 자체에서도 시대의 움직임이라든가 배우·작가에 따라서 끊임없이 새로운 경향을 지닌 연출이 생겨나고, 또한 이것이 전개되어 갔다.

## 가부키의 형
가부키는 본래 배우의 기예본위(技藝本位)의 연극이다. 따라서 연출의 창조 과정은 개개의 배우들이 고안한 연출을 우선 존중하고, 이것을 주연배우가 하나의 앙상블로서 정리해 간다. 이 점은 서유럽의 근대극의 연출자라는 제3자가 일관된 의도에 따라 통괄하는 것과는 근본적으로 다른 점이라 하겠다.
형(型)이란 배우 또는 관계자들이 창조해 낸 표현형식을 말하는 것인데, 대본의 개수보족(改修補足), 연기연출, 화장, 가발(머리에 꽃을 꽂는 등), 대도구(大道具), 소도구, 게자음악 등의 전체에 걸쳐 있어 넓은 범위이며, 그 수도 매우 많다. 그러나 그 중에서 표현형식으로서 적절한 경우, 거기에는 전승이 행하여져, 다음 연출의 기초가 된다. 이른바 명배우인 이치카와 단쥬로의 형이라든가 하는 식으로 불리는 것이 그것이다.
그러나 상연에 당도해서 전부를 답습하는 경우도 있는가 하면, 일부만을 이어받고 기타는 배우 자신의 해석과 연구를 첨가시켜서 상연하는 수도 있다. 그때는 또 그 배우의 형으로 되어서 다음 시대로 넘어가 남게 된다.

## 가부키에서 파생된 말들
- 오하코(十八番) : 제7대 이치카와 단쥬로가 이에노게(가부키 배우 집안의 특기)로 선정한 18개의 비법을 가부키쥬하치반이라고 한다. 十八番을 오하코라고 훈독하는 것은, 그 비법을 적어놓은 문서를 상자(하코)에 넣어둔 것에서 유래한다고 한다. 여기에서 가장 자신있는 장기를 뜻하는 단어가 되었다. 한국어에도 "십팔번"이란 단어로 유입되어 있다.

- 쿠로코(黒子) : 얼굴까지 가리는 검은색 복장을 착용하고 무대장치를 바꾸는 인물을 쿠로코라고 한다. 그들의 활동은 실제로 존재하나 가부키에서 검은색은 '무(없을 무(無))'를 뜻하기 때문에 그 존재는 없는 것으로 설정되며 보이지 않는 존재로 여겨 주는 것이 관객과 약속되어 있다. 이런 특징 때문에 보이지 않는 곳에서 활개치는 인물을 쿠로코라고 하기도 한다. 독특하고 재미있는 존재감 덕분에 일본만화나 게임등에 자주 활발하게 등장한다.

- 시로코(白子) : 기본은 쿠로코와 동일하나 복장과 활동, 존재 설정이 다르다.

## 같이 보기
- 노
- 분라쿠
- 라쿠고

## 참고 문헌
- 이 문서에는 다음커뮤니케이션(현 카카오)에서 GFDL 또는 CC-SA 라이선스로 배포한 글로벌 세계대백과사전의 내용을 기초로 작성된 글이 포함되어 있습니다.